# Bernard Brouwer
Bernardus Brouwer (Amsterdam, 23 maart 1881 – aldaar, 1 november 1949) was een hoogleraar neurologie aan de Universiteit van Amsterdam. In een tijd waar neurologen in Nederland werden opgeleid tot neuropsychiaters, naar Duitse traditie, was Brouwer de eerste neuroloog die de psychiatrie ervan afscheidde. Zonder chirurg te zijn was hij bovendien de eerste hoogleraar neurochirurgie in Nederland.

## Levensloop
Aan de Universiteit van Amsterdam behaald hij in 1906 het diploma van arts. Vervolgens promoveerde hij tot doctor in de geneeskunde op 12 maart 1909; bij professor Cornelis Winkler (1855-1941) legde hij een dissertatie voor getiteld Over doofstomheid en de acoustische banen. Vervolgens was hij onderzoeker in Zurich, aan het Von Monakow Institut voor Hersenanatomie. Na een korte tijd als arts in een private praktijk werkte hij vanaf 1912 als onderdirecteur van het Centraal Instituut voor Hersenonderzoek. De directeur was professor Cornelius Ubbo Ariëns Kappers.
De Nederlandse Vereniging voor Psychiatrie en Neurologie reikte hem voor zijn navorsingswerk hun eerste Gouden Ramaer-Medaille uit (1920).
In 1923 werd Brouwer benoemd tot hoogleraar neurologie in Amsterdam, in opvolging van Johannes Wertheim-Salomonson (1864-1922). In 1926 werd Brouwer toegelaten tot de Koninklijke Nederlandse Akademie van Wetenschappen. De eerste jaren van zijn onderzoek vonden plaats in het Binnengasthuis in kleine lokalen. Dit veranderde in 1929, met de opening van het Wilhemina Gasthuis. Het ziekenhuis had haar eigen neurochirurgische afdeling en onderzoekslaboratoria. Brouwer werd als niet-chirurg, verantwoordelijk voor de uitbouw van de neurochirurgie, en dit als eerste centrum in Nederland. Hij stuurde een Nederlandse chirurg naar de Verenigde Staten, naar de neurochirurg Harvey Cushing om zich te daar te bekwamen.
Brouwer werd lid van de Deutsche Akademie der Wissenschaften Leopoldina, kortweg Leopoldina, in Halle in 1938. Nog in 1938 werd Brouwer ernstig ziek en werd hij tweemaal geopereerd. 
Bij het uitbreken van de Tweede Wereldoorlog werd Brouwer bevorderd tot rector magnificus. Hij was rector van 1940 tot 1942. Op kritieken op zijn beleid antwoordde Brouwer dat hij het belang van de universiteit voorop stelde. Buiten zijn wil om werd hij eervol ontslagen als hoogleraar in 1946. Toevallig kwam enkele maanden later het ambt van directeur van het Centraal Instituut voor Hersenonderzoek vacant. Directeur Ariëns Kappers was plots overleden. Brouwer, 65 jaar oud, aanvaardde het ambt van directeur (1946).

## Onderzoekswerk
Het wetenschappelijk werk van Brouwer is in 240 publicaties neergelegd. Enkele van de neurologische onderwerpen hieruit waren de volgende:
- Aftakeling van de kleine hersenen bij kanker in het kleinbekken of de buik.
- Rol van het corpus geniculatum laterale als verbindingsstation op het pad tussen het netvlies van het oog en de hersenschors. Hij bestudeerde dit bij proefdieren en voerde histologisch onderzoek uit. Hij beschreef als eerste een verbinding tussen dit corpus geniculatum laterale en het striatum en formuleerde de hypothese dat deze verbinding het orgaan van de aandacht was. Nog in de context van het zicht bestudeerde hij de oorsprong van de nervus oculomotorius in de middenhersenen.
- Hij bestudeerde letsels van de stijgende gevoelige banen van het ruggenmerg en hoe deze letsels de hersenfunctie hogerop beperkten.
- Hij beschreef voor het eerst een mengvorm van twee neurologische ziekten: de ataxie van Friedreich gelijktijdig met multiple sclerose.
- In de laatste jaren van zijn leven ging zijn aandacht naar de endocriene functie van de hypothalamus, waarbij de hypothalamus een invloed over het hele lichaam uitoefent.

- Biografisch Portaal: 94094919
- Gemeinsame Normdatei: 1276276958
- International Standard Name Identifier: 0000 0001 1891 3340
- Library of Congress Control Number: no2011062162
- Nederlandse Thesaurus van Auteursnamen: 067543863
- Système universitaire de documentation: 07222603X
- Virtual International Authority File: 169985855
- WorldCat: E39PBJfX4kDdKT3XqvrkBrJRrq